# FTR (рестлинг)
FTR (часто стилизуется как #FTR) — это американская команда в рестлинге, состоящая из Кэша Уилера и Дакса Харвуда, с менеджером Талли Бланшаром. В настоящее время команда выступает в All Elite Wrestling (AEW). Они также известны по выступлениям в WWE как «Возрождение» под именами Дэш Уайлдер и Скотт Доусон соответственно. Они являются действующими командными чемпионами мира AAA, которыми стали в результате сотрудничества AEW с Lucha Libre AAA Worldwide.
Команда была создана Дасти Роудсом в 2014 году, тогда она называлась «Механика», а позже просто Дэш и Доусон, когда они дебютировали в WWE NXT. В 2016 году команда приняла название «Возрождение», ссылаясь на возрождение классического стиля командного рестлинга 1980-х годов, что привело к тому, что их стали сравнивать с «Разрушителями мозга» (Арн Андерсон и Талли Бланшар — последний является их нынешним менеджером), одной из лучших команд 1980-х годов. Команда использует фразу «Никаких кувырков, только кулаки», чтобы передать свой более традиционный, основанный на борьбе стиль ведения боя, в отличие от более воздушного стиля некоторых современных команд.
Они являются первой командой, которая выиграла все три главных командных титула в WWE — командных чемпионов Raw (дважды), командных чемпионов SmackDown (один раз) и командных чемпионов NXT (дважды), они признаны WWE как первые в истории компании командные чемпионы Тройной Короны, и единственные, кто совместно выиграли титул чемпионов 24/7 WWE.
После того как в апреле 2020 года WWE разорвала с ними контракт, дуэт взял себе имя FTR, попеременно используя буквы, означающие «Fear The Revolt», «Fear The Revelation» и «Follow The Rules». Аббревиатура также является отсылкой к «Fuck the Revival», внутренней шутке и фразе, придуманной «Янг Бакс» и Коди Роудсом в YouTube-сериале «Быть элитой». 27 мая 2020 года они дебютировали в AEW в эпизоде Dynamite и выиграли титул командных чемпионов AEW в сентябре следующего года на шоу All Out. В том же году Pro Wrestling Illustrated поставил их на первое место в своём первом в истории списке PWI Tag Team 50.

## Титулы и достижения
- All Elite Wrestling
  - Командные чемпионы мира AEW (2 раза)[1]
- The Baltimore Sun
  - Команда года в WWE (2016)[2]
- Lucha Libre AAA Worldwide
  - Командные чемпионы мира AAA (1 раз)[3]
- Pro Wrestling Illustrated
  - № 1 в топ 50 команд в рейтинге PWI Tag Team 50 в 2020 году[4]
  - Команда года (2022)
- New Japan Pro-Wrestling
  - Командные чемпионы IWGP (1 раз)[5]
- Ring of Honor
  - Командные чемпионы мира ROH (1 раз)[6]
- WWE
  - Командные чемпионы NXT (2 раза)[7]
  - Командные чемпионы WWE Raw (2 раза)[8]
  - Командные чемпионы WWE SmackDown (1 раз)[9]
  - Чемпионы 24/7 WWE (1 раз)[10]
  - Первые командные чемпионы Тройной Короны[11]
  - Премия по итогам года NXT (2 раза)
    - Команда года (2016)[12]
    - Матч года (2016) – против DIY (Джонни Гаргано и Томмасо Чиампа) на NXT TakeOver: Toronto[12]